# Yerma (película)
Yerma es una película española dirigida en 1999 por Pilar Távora, basada en la obra de teatro Yerma de Federico García Lorca. Fue exhibida en Hollywood con otras películas españolas en marzo de 1998.

## Argumento
Yerma desea tener un hijo porque ser madre encarna su ideal de amor. Como no puede, acusa a su marido Juan de falta de pasión y causante de su infertilidad. Cree que podría tener el hijo que desea con Vïctor, pero su sentido de casta y honra le impiden entregarse a este hombre. Yerma se rebela contra este destino injusto y se libera matando a Juan.

## Reparto
- Aitana Sánchez-Gijón . . . Yerma
- Juan Diego . . . Juan
- Irene Papas . . . vieja pagana
- Mercedes Sanz-Bernal. . . María
- Jesús Cabrero. . . Víctor
- María Galiana . . . Dolores
- Reyes Ruiz. . . Hija de Dolores
- Ana Fernández. . . lavandera

## Premios
Aitana Sánchez-Gijón y María Galiana fueron candidatas al galardón a la Mejor actriz de cine en los premios Fotogramas de Plata 1999.